# Parviz Camran Radji
Parviz Camran Radji (* 15. Oktober 1936 in Teheran; † 23. März 2014 in London) war ein iranischer Diplomat und der letzte Botschafter in London unter Schah Mohammad Reza Pahlavi.

## Leben
Parviz Radjii wurde als Sohn eines orthopädischen Chirurgen 1936 in Teheran geboren. Parviz besuchte nach der Grundschule das Alborz College in Teheran, dann die Hill School in den USA. Nach seinem Schulabschluss studierte er Wirtschaftswissenschaften am Trinity College in Cambridge.
Zurück im Iran begann er seine berufliche Laufbahn 1959 bei der National Iranian Oil Company als Trainee. Der spätere Premierminister Amir Abbas Hoveyda leitete in dieser Zeit die NIOC. Er wurde auf Parviz Radjii aufmerksam und machte ihn zu seinem Assistenten. Als 1965 Premierminister Hassan Ali Mansour bei einem Attentat ums Leben kam und Hoveyda seine Nachfolge antrat, arbeitete Radjifür vier Jahre als Privatsekretär im Büro von Premierminister Hoveyda. 
Durch Hoveyda lernte er Prinzessin Aschraf Pahlavi kennen, die in dieser Zeit Repräsentantin des Iran in der Menschenrechtskommission der Vereinten Nationen und Vorsitzende zahlreicher Stiftungen war. Von 1970 bis 1973 arbeitete Radji im Büro von Prinzessin Aschraf bei der iranischen UN-Delegation in New York. 
1973 kehrte Radjii in den Iran zurück und wurde bis 1976 Sonderratgeber von Premierminister Hoveyda. Ab 1976 wurde Radji als Botschafter nach London entsandt. Radji war vom 4. Juni 1976 bis zum 26. Januar 1979 iranischer Botschafter in London. Am 16. Januar 1979, als Schah Mohammad Reza Pahlavi den Iran verlassen hatte, wurde Radji von Ahmad Mirfendereski, dem neuen Außenminister von Premierminister Schapur Bachtiar telefonisch davon unterrichtete, dass er nicht mehr Botschafter Irans in London sei. Radji ging noch einige Tage in sein Büro, packte seine persönlichen Sachen und verließ die Botschaft endgültig am 26. Januar 1979.
Parviz C. Radji kehrte nicht mehr in den Iran zurück, sondern blieb in Großbritannien und lebte bis zuletzt in London.